# Tum

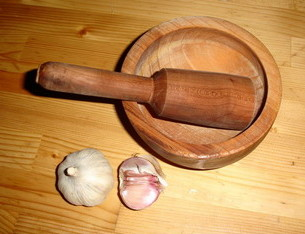
Mortero para la elaboración del toom.

La salsa tum (en árabe, صلصة توم ṣalṣat tūm «salsa de ajo»; en francés, toum; en inglés, toom) o tummíe (تومية; en inglés, toummya) es una salsa típica de la cocina levantina elaborada a partir de una emulsión de ajo. Suele servirse para acompañar platos de pollo a la brasa y otras carnes asadas, kebab, pescados, mariscos y fiambres. También para ciertas verduras, como las patatas o la alcachofa. Posee una textura cremosa y martajada. Asimismo, se puede diluir para emplearse a modo de vinagreta, como aliño de ensaladas. Aunque existen muchas variantes locales, los ingredientes principales son el ajo y el aceite de oliva, y comúnmente se aromatiza con jugo de limón.
En árabe, tum literalmente quiere decir ajo. En el árabe levantino, se pronuncia como zum (ثوم). El ajo es un sazonador muy presente en toda la dieta mediterránea. Tradicionalmente los ajos se trituran en un mortero. Se trata de una salsa muy fácil de hacer, muy económica y muy popular.

## Variantes y similares
En la ciudad libanesa de Zagarta se suelen incluir hojas frescas de menta, y se denomina zeit wa tum («aceite y ajo»). La salsa tum se diferencia del alioli en la proporción de ajo añadida, que es mucha mayor cantidad en el caso del tum. A veces, la salsa se espesa añadiendo huevos o labneh (yogur).